# Світ фізики
“Світ фізики” - науково-популярний журнал, заснований 1996 року, знайомить читачів із сучасними досягненнями фізичної науки, розповідає про долю українських учених та їхній внесок у світову науку, висвітлює здобутки української фізики, вивчає актуальні проблеми освіти, допомагає школярам самостійно оволодіти мистецтвом розв’язування задач, надає методичні та наукові консультації учням i вчителям, сприяє розв'язанню проблеми відірваності сільських школярів від наукових i університетських центрів України, подає інформацію про університети України, нові видання з фізики тощо.
Засновниками журналу є Львівський національний університет імені Івана Франка, Львівський фізико-математичний ліцей, СП "Євросвіт".
Це один з небагатьох журналів, де публікують перші наукові праці студенти та школярі.
Видання є періодичним, поширюється в Україні та за її межами і здобуло визнання серед учених, учителів та учнівської молоді, оскільки формує науковий світогляд, естетичні смаки і розвиває зацікавлення до природничих наук. Видання друкується українською мовою та утверджує сучасну українську наукову термінологію.
Журнал “Світ фізики” був представлений на: книжковій виставці (Варшава, Польща); Міжнародній книжковій ярмарці (Франкфуркт на Майні, Німеччина); Міжнародних наукових конференціях, форумах, міжнародному Смакуловому симпозіумі (Тернопіль); Всесвітньому конґресі українців (Київ); Форумах видавців (Київ, Львів) тощо. На VIII Форумі видавців у Львові (2001) журнал ”Світ фізики” у номінації ”Періодичні видання” визнаний найкращим періодичним виданням в Україні.

## Редакційна колегія
Головний редактор:

Іван Вакарчук
Заступники гол. редактора:

Олександр Гальчинський

Галина Шопа
Редакційна колегія:

Ігор Анісімов

Михайло Бродин

Петро Голод

Ярослав Довгий

Іван Климишин

Юрій Ключковський

Богдан Лукіянець

Олег Орлянський

Максим Стріха

Юрій Ранюк

Ярослав Яцків

Художник: Володимир Гавло

Літературний редактор: Мирослава Прихода

Комп'ютерне макетування та друк: СП "Євросвіт"